# Bengt Hedlén
Bengt Hedlén, född 12 mars 1921 i Sala, död 12 januari 2010 i Malmö, var en svensk socialdirektör och debattör.
Hedlén avlade socionomexamen i Göteborg och blev efter sju år som socialchef i Finspång 1957 socialdirektör i Norrköping. Från 1962 och fram till pensioneringen 1986 innehade han samma befattning i Malmö. Under hans ledning genomfördes bland annat en genomgripande modernisering av äldreomsorgen. Han ingick som expert i den utredning som föregick 1982 års socialtjänstlag. Under lång tid var han ordförande i Föreningen Sveriges Socialchefer och var även ordförande i TCO:s socialpolitiska råd. Han var under flera decennier välkänd inom den svenska socialpolitiska debatten. Under senare år var han starkt engagerad i Malmö Anhörigförening.